# Voz da Coreia

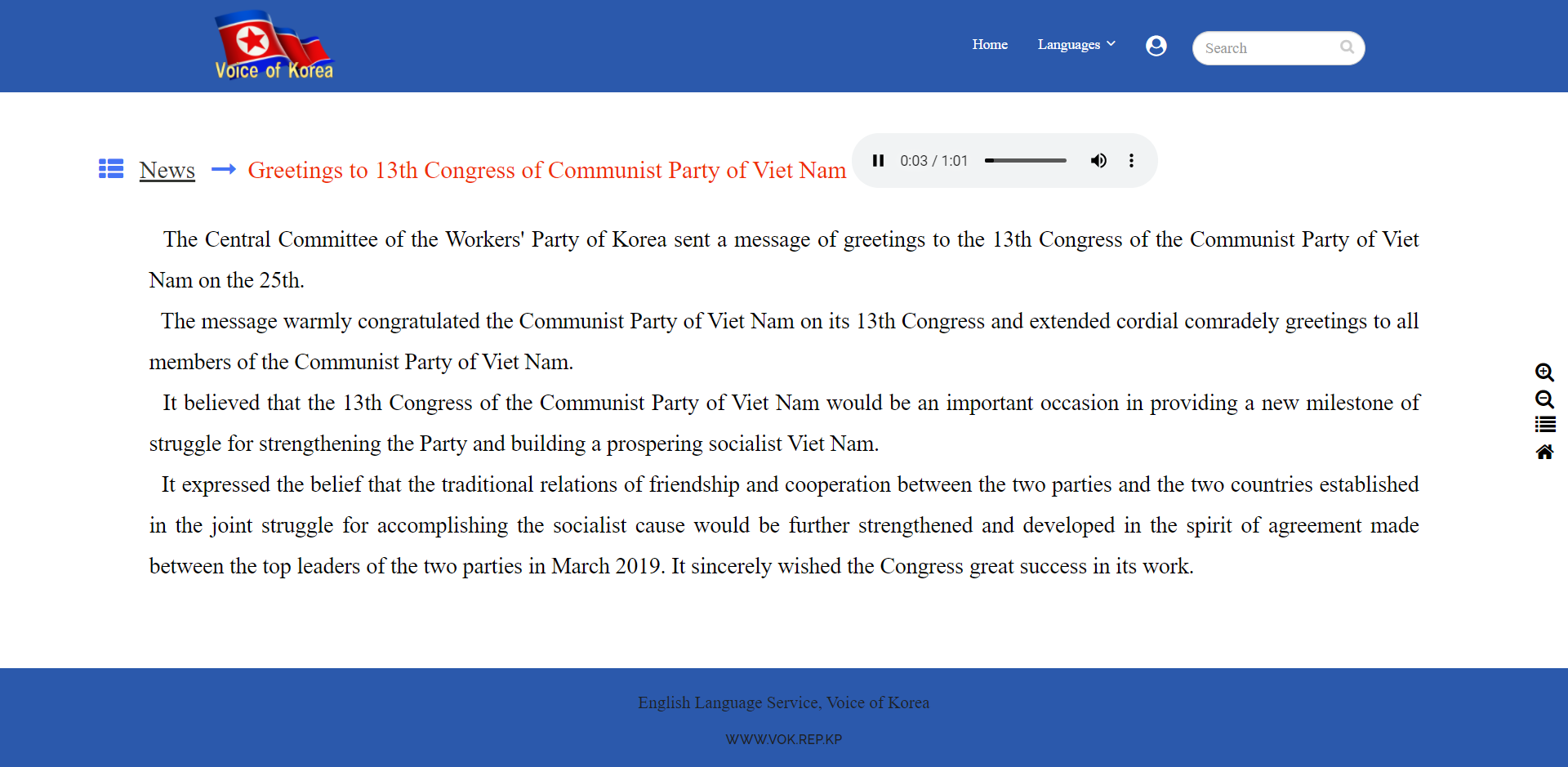
Homepage padrão da VOK

Voz da Coreia (em coreano:  조선의 소리) é o serviço de radiodifusão internacional da Coreia do Norte. Emite em ondas curtas nos idiomas japonês e coreano, assim como em chinês, espanhol, inglês, francês, russo, árabe e alemão. Até 2002, a emissora era conhecida como Rádio Pyongyang.

## História
Suas origens remontam à 1936, durante a ocupação japonesa da Coreia, sob o indicativo JBBK.
A estação é inaugurada oficialmente como tal, em 14 de outubro de 1945, com a transmissão de um discurso de Kim Il-Sung em seu retorno a Pyongyang após a Segunda Guerra Mundial.
Ao longo dos anos, foram acrescentados outros serviços em diferentes idiomas: japonês, desde 10 de julho de 1950, em inglês a partir de 22 de novembro de 1951, em russo, desde 15 de junho de 1963, em francês a partir de 1 outubro de 1964, em espanhol a partir de 15 de maio de 1965, em árabe, desde 1 de maio de 1973 e em alemão desde 11 de janeiro de 1983.

## Programação
Diferente da maioria das emissoras internacionais, a Voz da Coreia não emprega um sinal de intervalo nos minutos que antecedem o início das transmissões. No início do programa, pode-se ouvir as primeiras notas da canção do General Kim Il-Sung, uma identificação falada da estação, seguido pelo hino nacional norte-coreano.[carece de fontes?]
Em seguida, um boletim de cerca de 15 minutos de duração: o conteúdo destes vem da Agência Central de Notícias da Coreia. Afora isso, o resto da programação da Voz da Coreia baseia-se em histórias sobre a vida de Kim Il-Sung e Kim Jong-Il, espaços sobre a cultura coreana, histórias, músicas (geralmente marchas militares e canções patrióticas) e análises políticas.